# Mexique aux Jeux olympiques d'été de 2012
Le Mexique participe aux Jeux olympiques d'été de 2012 à Londres au Royaume-Uni du 27 juillet au 12 août 2012. Il s'agit de sa 22e participation à des Jeux d'été.

## Médaillés

### Médailles d’or
| Sport              | Discipline       | Athlète(s) | Performance | Date    |
| ------------------ | ---------------- | --- | ----------- | ------- |
| Médailles d'or : 1 |                  | |             |         |
| Football           | Tournoi masculin | Javier Aquino Néstor Araujo Dárvin Chávez José de Jesús Corona Javier Cortés Jorge Enríquez Marco Fabián Héctor Herrera Israel Jiménez Raúl Jiménez Hiram Mier Oribe Peralta Miguel Ponce Diego Reyes José Antonio Rodríguez Carlos Salcido Giovani dos Santos Néstor Vidrio | 2 - 1       | 11 août |

### Médailles d’argent
| Sport                  | Discipline                              | Athlète(s)                      | Performance                       | Date       |
| ---------------------- | --------------------------------------- | ------------------------------- | --------------------------------- | ---------- |
| Médailles d'argent : 3 |                                         |                                 |                                   |            |
| Plongeon               | Haut-vol à 10 mètres synchronisé hommes | Iván García Germán Sánchez      | 468.90                            | 30 juillet |
| Plongeon               | Haut-vol à 10 mètres synchronisé femmes | Paola Espinosa Alejandra Orozco | 343.32                            | 31 juillet |
| Tir à l'arc            | Individuel femmes                       | Aída Román                      | 0-2 / 1-1 / 2-0 / 0-2 / 2-0 / 0-1 | 2 août     |

### Médailles de bronze
| Sport                   | Discipline                 | Athlète(s)                 | Performance           | Date       |
| ----------------------- | -------------------------- | -------------------------- | --------------------- | ---------- |
| Médailles de bronze : 4 |                            |                            |                       |            |
| Plongeon                | Tremplin à 3 mètres femmes | Laura Sánchez              | 362.40                | 5 août     |
| Taekwondo               | Plus de 67 kg femmes       | Maria del Rosario Espinoza |                       | 11 août    |
| haltérophilie           | Moins de 63 kg femmes      | Luz Acosta Valdez          | 224                   | 31 juillet |
| Tir à l'arc             | Individuel femmes          | Mariana Avitia             | 2-0 / 2-0 / 0-2 / 2-0 | 2 août     |

## Athlétisme
Les athlètes du Mexique ont jusqu'ici atteint les minima de qualification dans les épreuves d'athlétisme suivantes (pour chaque épreuve, un pays peut engager trois athlètes à condition qu'ils aient réussi chacun les minima A de qualification, un seul athlète par nation est inscrit sur la liste de départ si seuls les minima B sont réussis), :
Hommes
Courses
| Athlète             | Épreuve      | Séries         | Séries | Quarts de finale | Quarts de finale | Demi-finales | Demi-finales | Finale               | Finale |
| Athlète             | Épreuve      | Résultat       | Rang   | Résultat         | Rang             | Résultat     | Rang         | Résultat             | Rang   |
| ------------------- | ------------ | -------------- | ------ | ---------------- | ---------------- | ------------ | ------------ | -------------------- | ------ |
| Juan Luis Barrios   | 5 000 m      | 13 min 21 s 01 | 9e     | NC               | NC               | NC           | NC           | 13 min 45 s 30       | 8e     |
| Carlos Cordero      | Marathon     | NC             | NC     | NC               | NC               | NC           | NC           | 2 h 22 min 08 s      | 60e    |
| Diego Estrada       | 10 000 m     | NC             | NC     | NC               | NC               | NC           | NC           | 28 min 36 s 19       | 21e    |
| Jose Carlos Herrera | 200 m        | 21 s 17        | 45e    | NC               | NC               | –            | –            | –                    | –      |
| José Leyver         | 50 km marche | NC             | NC     | NC               | NC               | NC           | NC           | 3 h 55 min 00 s      | 28e    |
| Arturo Malaquias    | Marathon     | NC             | NC     | NC               | NC               | NC           | NC           | 2 h 26 min 37 s      | 70e    |
| Horacio Nava        | 50 km marche | NC             | NC     | NC               | NC               | NC           | NC           | 3 h 46 min 59 s (SB) | 16e    |
| Ever Palma          | 20 km marche | NC             | NC     | NC               | NC               | NC           | NC           | 1 h 26 min 30 s      | 45e    |
| Isaac Palma         | 20 km marche | NC             | NC     | NC               | NC               | NC           | NC           | 1 h 23 min 35 s      | 34e    |
| Eder Sanchez        | 20 km marche | NC             | NC     | NC               | NC               | NC           | NC           | 1 h 19 min 52 s (SB) | 6e     |
| Daniel Vargas       | Marathon     | NC             | NC     | NC               | NC               | NC           | NC           | 2 h 18 min 26 s      | 39e    |
| Omar Zepeda         | 50 km marche | NC             | NC     | NC               | NC               | NC           | NC           | 3 h 49 min 14 s      | 23e    |

Concours
| Athlète       | Épreuve          | Qualification | Qualification | Finale   | Finale |
| Athlète       | Épreuve          | Distance      | Rang          | Distance | Rang   |
| ------------- | ---------------- | ------------- | ------------- | -------- | ------ |
| Luis Rivera   | Saut en longueur | 7,42 m        | 32e           | –        | –      |
| Stephen Sáenz | Lancer du poids  | 18,65 m       | 32e           | –        | –      |

Femmes
Courses
| Athlète        | Épreuve      | Séries         | Séries | Quarts de finale | Quarts de finale | Demi-finales | Demi-finales | Finale               | Finale |
| Athlète        | Épreuve      | Résultat       | Rang   | Résultat         | Rang             | Résultat     | Rang         | Résultat             | Rang   |
| -------------- | ------------ | -------------- | ------ | ---------------- | ---------------- | ------------ | ------------ | -------------------- | ------ |
| Monica Equihua | 20 km marche | NC             | NC     | NC               | NC               | NC           | NC           | 1 h 32 min 28 s (PB) | 30e    |
| Sandra Lopez   | 5 000 m      | 15 min 55 s 16 | 33e    | NC               | NC               | NC           | NC           | –                    | –      |
| Karina Perez   | Marathon     | NC             | NC     | NC               | NC               | NC           | NC           | 2 h 33 min 30 s      | 50e    |
| Marisol Romero | Marathon     | NC             | NC     | NC               | NC               | NC           | NC           | 2 h 33 min 08 s      | 46e    |

## Aviron
Hommes
| Athlète         | Compétition | Séries        | Séries | Repêchage | Repêchage | Quarts de finale | Quarts de finale | Demi-finales  | Demi-finales         | Finales       | Finales       |
| Athlète         | Compétition | Temps         | Rang   | Temps     | Rang      | Temps            | Rang             | Temps         | Rang                 | Temps         | Rang          |
| --------------- | ----------- | ------------- | ------ | --------- | --------- | ---------------- | ---------------- | ------------- | -------------------- | ------------- | ------------- |
| Patrick Loliger | Skiff       | 6 min 51 s 78 | 3e     | -         | -         | 7 min 00 s 20    | 4e               | 7 min 29 s 82 | 2e (Demi-finale C/D) | 7 min 20 s 10 | 2e (Finale C) |

Femmes
| Athlète       | Compétition | Séries        | Séries | Repêchage | Repêchage | Quarts de finale | Quarts de finale | Demi-finales  | Demi-finales         | Finales       | Finales       |
| Athlète       | Compétition | Temps         | Rang   | Temps     | Rang      | Temps            | Rang             | Temps         | Rang                 | Temps         | Rang          |
| ------------- | ----------- | ------------- | ------ | --------- | --------- | ---------------- | ---------------- | ------------- | -------------------- | ------------- | ------------- |
| Debora Oakley | Skiff       | 8 min 00 s 17 | 4e     | -         | -         | 8 min 10 s 97    | 4e               | 8 min 14 s 03 | 5e (Demi-finale C/D) | 8 min 40 s 70 | 4e (Finale D) |

## Badminton
| Athlète          | Compétition  | Phase de groupe                       | Phase de groupe                      | Phase de groupe  | Phase de groupe | 8e de finale     | Quarts de finale | Demi-finales     | Finale           | Finale |
| Athlète          | Compétition  | Adversaire Score                      | Adversaire Score                     | Adversaire Score | Rang            | Adversaire Score | Adversaire Score | Adversaire Score | Adversaire Score | Rang   |
| ---------------- | ------------ | ------------------------------------- | ------------------------------------ | ---------------- | --------------- | ---------------- | ---------------- | ---------------- | ---------------- | ------ |
| Victoria Montero | Simple dames | Anu Nieminen (FIN) 0-2 (12-21, 18-21) | Tzu-ying Tai (TPE) 0-2 (6-21, 10-21) | NC               | 3e              | -                | -                | -                | -                | -      |

## Boxe
Hommes
| Athlète        | Compétition      | 1/16 de finale            | 1/8 de finale            | Quarts de finale           | Demi-finales        | Finale              |
| Athlète        | Compétition      | Adversaire Résultat       | Adversaire Résultat      | Adversaire Résultat        | Adversaire Résultat | Adversaire Résultat |
| -------------- | ---------------- | ------------------------- | ------------------------ | -------------------------- | ------------------- | ------------------- |
| Joseph Diaz Jr | Coqs (-56 kg)    | Shiva Thapa (IND) 14-9    | Anvar Yunusov (TJK) 13-7 | John Joe Nevin (IRL) 13-19 | –                   | –                   |
| Óscar Molina   | Welters (-69 kg) | Custio Clayton (CAN) 8-12 | –                        | –                          | –                   | –                   |

## Canoë-kayak

### Course en ligne
| Athlète            | Compétition  | Éliminatoires  | Éliminatoires | Demi-finales   | Demi-finales | Finale A | Finale A | Finale B       | Finale B |
| Athlète            | Compétition  | Temps          | Rang          | Temps          | Rang         | Temps    | Rang     | Temps          | Rang     |
| ------------------ | ------------ | -------------- | ------------- | -------------- | ------------ | -------- | -------- | -------------- | -------- |
| Everardo Cristóbal | C1 – 200 m   | 44 s 459       | 4e            | 44 s 571       | 7e           | –        | –        | –              | –        |
| Everardo Cristóbal | C1 – 1 000 m | 3 min 58 s 673 | 4e            | 3 min 54 s 590 | 5e           | –        | –        | 3 min 56 s 118 | 2e       |

## Cyclisme

### Cyclisme sur route
En cyclisme sur route, le Mexique a qualifié un homme et une femme.
| Athlète       | Compétition            | Temps           | Rang |
| ------------- | ---------------------- | --------------- | ---- |
| Hugo Rangel   | Course en ligne hommes | 5 h 46 min 37 s | 39e  |
| Íngrid Drexel | Course en ligne femmes | Hors-délais     | -    |

## Équitation

### Saut d'obstacles
| Jaime Azcárraga                                                   | Gángster         | Individuel  | 12 | 67e | -  | -  | -   | -  | -  | -   | - | -   | - | - | - | -  |   |   |   |   |   |   |   |   |   |   |
| Federico Fernández                                                | Victoria         | Individuel  | 5  | 53e | 6  | 11 | 53e | -  | -  | -   | - | -   | - | - | - | -  | - | - | - | - | - | - | - | - | - | - |
| Alberto Michán                                                    | Rosalía la Silla | Individuel  | 0  | 1er | 0  | 0  | 1er | 9  | 9  | 22e | 4 | 11e | 0 | - | 4 | 5e |   |   |   |   |   |   |   |   |   |   |
| Nicolás Pizarro                                                   | Crossing Jordan  | Individuel  | 4  | 42e | 4  | 8  | 31e | 20 | 28 | 44e | - | -   | - | - | - | -  |   |   |   |   |   |   |   |   |   |   |
| Jaime Azcárraga Federico Fernández Alberto Michán Nicolás Pizarro | Voir ci-dessus   | Par équipes | 9  | 13e | 10 | NC | 9e  | -  | -  | -   | - | -   | - | - | - | -  |   |   |   |   |   |   |   |   |   |   |

## Escrime
Hommes
| Athlète      | Compétition        | 1/32 de finale   | 1/16 de finale        | 1/8 de finale    | Quarts de finale | Demi-finales     | Finale           | Finale |
| Athlète      | Compétition        | Adversaire Score | Adversaire Score      | Adversaire Score | Adversaire Score | Adversaire Score | Adversaire Score | Rang   |
| ------------ | ------------------ | ---------------- | --------------------- | ---------------- | ---------------- | ---------------- | ---------------- | ------ |
| Daniel Gomez | Fleuret individuel | NC               | Ma Jianfei (CHN) 9-15 | -                | -                | -                | -                | -      |

Femmes
| Athlète         | Compétition      | 1/32 de finale   | 1/16 de finale   | 1/8 de finale    | Quarts de finale | Demi-finales     | Finale           | Finale |
| Athlète         | Compétition      | Adversaire Score | Adversaire Score | Adversaire Score | Adversaire Score | Adversaire Score | Adversaire Score | Rang   |
| --------------- | ---------------- | ---------------- | ---------------- | ---------------- | ---------------- | ---------------- | ---------------- | ------ |
| Úrsula González | Sabre individuel | NC               | Kim Ji-yeon 3-15 | -                | -                | -                | -                | -      |

## Football

### Tournoi masculin
Classement
| Rang | Équipe       | Pts | J | G | N | P | Bp | Bc | Diff |
| ---- | ------------ | --- | - | - | - | - | -- | -- | ---- |
| 1    | Mexique      | 7   | 3 | 2 | 1 | 0 | 3  | 0  | +3   |
| 2    | Corée du Sud | 5   | 3 | 1 | 2 | 0 | 2  | 1  | +1   |
| 3    | Gabon        | 2   | 3 | 0 | 2 | 1 | 1  | 3  | -2   |
| 4    | Suisse       | 1   | 3 | 0 | 1 | 2 | 2  | 4  | -2   |

|  | Qualifié pour le deuxième tour de la compétition.                                                                  |
|  | Pts points ; G victoires ; N match nuls ; P défaites Bp buts marqués ; Bc buts encaissés ; Diff différence de buts |

Matchs
| 26 juillet 2012 | Mexique | 0-0   | Corée du Sud | St James' Park, Newcastle                     |                                               |
| 14 h 30 CEST    |         | (0-0) |              | Spectateurs : 15 748 Arbitrage : Selim Jedidi | Spectateurs : 15 748 Arbitrage : Selim Jedidi |
| 14 h 30 CEST    | Rapport |       |              | Spectateurs : 15 748 Arbitrage : Selim Jedidi | Spectateurs : 15 748 Arbitrage : Selim Jedidi |

| 29 juillet 2012 | Mexique                  | 2-0   | Gabon               | City of Coventry Stadium, Coventry                 |                                                    |
| 14 h 30 CEST    | Giovani 63e 90+2e (pen.) | (0-0) | H. Ndong 50e, 90+1e | Spectateurs : 28 171 Arbitrage : Benjamin Williams | Spectateurs : 28 171 Arbitrage : Benjamin Williams |
| 14 h 30 CEST    | Rapport                  |       |                     | Spectateurs : 28 171 Arbitrage : Benjamin Williams | Spectateurs : 28 171 Arbitrage : Benjamin Williams |

| 1er août 2012 | Mexique     | 1-0   | Suisse | Millennium Stadium, Cardiff                      |                                                  |
| 17 h 00 CEST  | Peralta 68e | (0-0) |        | Spectateurs : 50 000 Arbitrage : Ravshan Irmatov | Spectateurs : 50 000 Arbitrage : Ravshan Irmatov |
| 17 h 00 CEST  | Rapport     |       |        | Spectateurs : 50 000 Arbitrage : Ravshan Irmatov | Spectateurs : 50 000 Arbitrage : Ravshan Irmatov |

Quart de finale
| 4 août 2012 | Mexique                                                | 4 - 2 (a.p.) | Sénégal                | Wembley Stadium, Londres                          |                                                   |
| 14h30 CEST  | Enríquez 10e · Aquino 62e · Giovani 98e · Herrera 109e | (1 - 0)      | Konaté 69e · Baldé 76e | Spectateurs : 81 855 Arbitrage : Mark Clattenburg | Spectateurs : 81 855 Arbitrage : Mark Clattenburg |
| 14h30 CEST  | Rapport                                                |              |                        | Spectateurs : 81 855 Arbitrage : Mark Clattenburg | Spectateurs : 81 855 Arbitrage : Mark Clattenburg |

Demi-finale
| 7 août 2012 | Mexique                                 | 3 - 1   | Japon    | Wembley Stadium, Londres                         |                                                  |
| 17h00 CEST  | Fabián 31e · Peralta 65e · Cortés 90+3e | (1 - 1) | Otsu 12e | Spectateurs : 82 372 Arbitrage : Gianluca Rocchi | Spectateurs : 82 372 Arbitrage : Gianluca Rocchi |
| 17h00 CEST  | Rapport                                 |         |          | Spectateurs : 82 372 Arbitrage : Gianluca Rocchi | Spectateurs : 82 372 Arbitrage : Gianluca Rocchi |

Finale
| 11 août 2012 | Brésil     | 1 - 2   | Mexique         | Wembley Stadium, Londres                          |                                                   |
| 15h00 CEST   | Hulk 90+1e | (0 - 1) | Peralta 1re 75e | Spectateurs : 86 162 Arbitrage : Mark Clattenburg | Spectateurs : 86 162 Arbitrage : Mark Clattenburg |
| 15h00 CEST   | Rapport    |         |                 | Spectateurs : 86 162 Arbitrage : Mark Clattenburg | Spectateurs : 86 162 Arbitrage : Mark Clattenburg |

## Gymnastique

### Artistique
Hommes
| Athlète       | Compétition | Appareils | Appareils  | Appareils | Appareils | Appareils   | Appareils | Qualification | Qualification | Appareils | Appareils | Appareils | Appareils | Appareils | Appareils | Finale | Finale |
| Athlète       | Compétition | S         | CA         | A         | SC        | BP          | BF        | Total         | Rang          | S         | CA        | A         | SC        | BP        | BF        | Total  | Rang   |
| ------------- | ----------- | --------- | ---------- | --------- | --------- | ----------- | --------- | ------------- | ------------- | --------- | --------- | --------- | --------- | --------- | --------- | ------ | ------ |
| Daniel Corral | Individuel  | -         | 12.333 61e | -         | -         | 15.433 8e Q | -         | 27.766        | -             | -         | -         | -         | -         | -         | -         | -      | -      |

Finales individuelles
| Athlète       | Compétition       | Appareil | Appareil | Appareil | Appareil | Appareil | Appareil | Total  | Rang |
| Athlète       | Compétition       | S        | CA       | A        | SC       | BP       | BF       | Total  | Rang |
| ------------- | ----------------- | -------- | -------- | -------- | -------- | -------- | -------- | ------ | ---- |
| Daniel Corral | Barres parallèles | NC       | NC       | NC       | NC       | 15,333   | -        | 15,333 | 5e   |

Femmes
| Athlète     | Compétition | Appareils  | Appareils | Appareils | Appareils  | Qualification | Qualification | Appareils | Appareils | Appareils | Appareils | Finale | Finale |
| Athlète     | Compétition | S          | SC        | BA        | P          | Total         | Rang          | S         | SC        | BA        | P         | Total  | Rang   |
| ----------- | ----------- | ---------- | --------- | --------- | ---------- | ------------- | ------------- | --------- | --------- | --------- | --------- | ------ | ------ |
| Elsa García | Individuel  | 13.733 35e | -         | -         | 12.400 58e | 26.133        | -             | -         | -         | -         | -         | -      | -      |

## Haltérophilie
| Athlète | Compétition | Arraché  | Arraché | Épaulé-jeté | Épaulé-jeté | Total | Rang |
| Athlète | Compétition | Résultat | Rang    | Résultat    | Rang        | Total | Rang |
| ------- | ----------- | -------- | ------- | ----------- | ----------- | ----- | ---- |
| -56 kg  | José Montes | 112 kg   | 15e     | 157 kg      | 5e          | 269   | 6e   |

| Athlète | Compétition | Arraché  | Arraché | Épaulé-jeté | Épaulé-jeté | Total | Rang |
| Athlète | Compétition | Résultat | Rang    | Résultat    | Rang        | Total | Rang |
| ------- | ----------- | -------- | ------- | ----------- | ----------- | ----- | ---- |
| -63 kg  | Luz Acosta  | 99 kg    | 6e      | 125 kg      | 5e          | 224   | 6e   |

## Judo
| Athlète          | Compétition           | 1/32 de finale      | 1/16 de finale                   | 1/8 de finale              | Quarts de finale    | Demi-finales        | Repêchage 1         | Repêchage 2         | Finale              | Finale |
| Athlète          | Compétition           | Adversaire Résultat | Adversaire Résultat              | Adversaire Résultat        | Adversaire Résultat | Adversaire Résultat | Adversaire Résultat | Adversaire Résultat | Adversaire Résultat | Rang   |
| ---------------- | --------------------- | ------------------- | -------------------------------- | -------------------------- | ------------------- | ------------------- | ------------------- | ------------------- | ------------------- | ------ |
| Nabor Castillo   | Moins de 60 kg hommes | exempt              | Ratanakmony Khom (CAM) 0100/0000 | Elio Verde (ITA) 0001/0101 | -                   | -                   | -                   | -                   | -                   | -      |
| Vanessa Zambotti | Plus de 78 kg femmes  | NC                  | Tong Wen (CHN) 0000/0100         | -                          | -                   | -                   | -                   | -                   | -                   | -      |

## Lutte
| Athlète                    | Compétition     | Qualification                          | Huitièmes de finale                      | Quarts de finale    | Demi-finales        | Repêchage 1         | Repêchage 2                          | Finale              | Finale |
| Athlète                    | Compétition     | Adversaire Résultat                    | Adversaire Résultat                      | Adversaire Résultat | Adversaire Résultat | Adversaire Résultat | Adversaire Résultat                  | Adversaire Résultat | Rang   |
| -------------------------- | --------------- | -------------------------------------- | ---------------------------------------- | ------------------- | ------------------- | ------------------- | ------------------------------------ | ------------------- | ------ |
| Lutte libre                |                 |                                        |                                          |                     |                     |                     |                                      |                     |        |
| Jesse Ruíz                 | Moins de 120 kg | exempt                                 | Battu par Davit Modzmanashvili (GEO) 0-3 | –                   | –                   | –                   | Battu par Shabanbay Daulet (KAZ) 0-5 | –                   | –      |
| Guillermo Torres Cervantes | Moins de 60 kg  | Battu par Masoud Esmaeilpour (IRI) 1-3 | –                                        | –                   | –                   | –                   | –                                    | –                   | –      |

## Natation

### Natation sportive
| Athlète                    | Épreuve            | Séries         | Séries | Demi-finales | Demi-finales | Finale | Finale |
| Athlète                    | Épreuve            | Temps          | Rang   | Temps        | Rang         | Temps  | Rang   |
| -------------------------- | ------------------ | -------------- | ------ | ------------ | ------------ | ------ | ------ |
| Arturo Perez Vertti Ferrer | 1 500 m nage libre | 15 min 25 s 91 | 22e    | NC           | NC           | –      | –      |
| Christian Schurr Voight    | 200 m brasse       | 2 min 14 s 16  | 26e    | –            | –            | –      | –      |

| Athlète                 | Épreuve          | Séries        | Séries | Demi-finales | Demi-finales | Finale | Finale |
| Athlète                 | Épreuve          | Temps         | Rang   | Temps        | Rang         | Temps  | Rang   |
| ----------------------- | ---------------- | ------------- | ------ | ------------ | ------------ | ------ | ------ |
| Patricia Castaneda      | 800 m nage libre | 8 min 44 s 44 | 27e    | NC           | NC           | –      | –      |
| Erica Dittmer           | 200 m 4 nages    | 2 min 16 s 54 | 27e    | –            | –            | –      | –      |
| Susana Escobar          | 400 m nage libre | 4 min 14 s 78 | 28e    | NC           | NC           | –      | –      |
| Susana Escobar          | 400 m 4 nages    | 4 min 50 s 57 | 29e    | NC           | NC           | –      | –      |
| Maria Fernanda Gonzalez | 100 m dos        | 1 min 01 s 28 | 23e    | –            | –            | –      | –      |
| Maria Fernanda Gonzalez | 200 m dos        | 2 min 12 s 75 | 24e    | –            | –            | –      | –      |
| Liliana Ibanez          | 100 m nage libre | 55 s 71       | 25e    | –            | –            | –      | –      |
| Liliana Ibanez          | 200 m nage libre | 2 min 01 s 36 | 26e    | –            | –            | –      | –      |
| Rita Medrano            | 200 m papillon   | 2 min 11 s 42 | 23e    | –            | –            | –      | –      |

### Nage en eau libre
| Athlète      | Épreuve      | Finale            | Finale |
| Athlète      | Épreuve      | Temps             | Rang   |
| ------------ | ------------ | ----------------- | ------ |
| Lizeth Rueda | 10 km femmes | 2 h 02 min 46 s 1 | 21e    |

## Natation synchronisée
| Athlètes                      | Compétition | Programme technique      | Programme technique | Programme libre (qualifications) | Programme libre (qualifications) | Programme libre (qualifications) | Programme libre (finale) | Programme libre (finale)  | Programme libre (finale) |
| Athlètes                      | Compétition | Points                   | Rang                | Points                           | Total (technique + libre)        | Rang                             | Points                   | Total (technique + libre) | Rang                     |
| ----------------------------- | ----------- | ------------------------ | ------------------- | -------------------------------- | -------------------------------- | -------------------------------- | ------------------------ | ------------------------- | ------------------------ |
| Isabel Delgado Nuria Diosdado | Duo         | 83.000 (41.500 ; 41.500) | 18e                 | 83.610 (41.900 ; 41.710)         | 166.610                          | 18e                              | -                        | -                         | -                        |

## Pentathlon moderne
| Athlète     | Compétition | Escrime (épée, une touche) | Escrime (épée, une touche) | Escrime (épée, une touche) | Natation (200 m nage libre) | Natation (200 m nage libre) | Natation (200 m nage libre) | Équitation (saut d'obstacles) | Équitation (saut d'obstacles) | Équitation (saut d'obstacles) | Combiné course/tir (3 000 m / pistolet à 10 m) | Combiné course/tir (3 000 m / pistolet à 10 m) | Combiné course/tir (3 000 m / pistolet à 10 m) | Total | Rang |
| Athlète     | Compétition | Résultats                  | Rang                       | Points                     | Temps                       | Rang                        | Points                      | Pénalités                     | Rang                          | Points                        | Temps                                          | Rang                                           | Points                                         | Total | Rang |
| ----------- | ----------- | -------------------------- | -------------------------- | -------------------------- | --------------------------- | --------------------------- | --------------------------- | ----------------------------- | ----------------------------- | ----------------------------- | ---------------------------------------------- | ---------------------------------------------- | ---------------------------------------------- | ----- | ---- |
| Óscar Soto  | Hommes      | 16 V 19 D                  | 20e                        | 784                        | 2 min 10 s 98               | 29e                         | 1 232                       | 24                            | 6e                            | 1 176                         | 10 min 34 s 42                                 | 11e                                            | 2 464                                          | 5 656 | 14e  |
| Tamara Vega | Femmes      | 16 V 19 D                  | 22e                        | 784                        | 2 min 18 s 72               | 19e                         | 1 136                       | DNF                           | 35e                           | 460                           | DNS                                            | -                                              | 0                                              | 2 380 | 36e  |

## Plongeon
Le Mexique bénéficie de places pour les épreuves suivantes :
| Athlète                       | Compétition                      | Éliminatoires                                       | Éliminatoires | Demi-finale                                         | Demi-finale | Finale                                              | Finale                             |
| Athlète                       | Compétition                      | Points                                              | Rang          | Points                                              | Rang        | Points                                              | Rang                               |
| ----------------------------- | -------------------------------- | --------------------------------------------------- | ------------- | --------------------------------------------------- | ----------- | --------------------------------------------------- | ---------------------------------- |
| Yahel Castillo                | Tremplin à 3 mètres              | 475.25 (86.70, 81.60, 81.70, 75.25, 67.50 et 82.50) | 5e            | 499.65 (86.70, 81.60, 91.20, 84.00, 72.00 et 84.15) | 4e          | 492.70 (86.70, 85.00, 95.00, 89.25, 72.00 et 64.75) | 6e                                 |
| Daniel Islas Arroyo           | Tremplin à 3 mètres              | 410.60 (61.05, 74.80, 54.00, 68.25, 76.50 et 76.00) | 23e           | –                                                   | –           | –                                                   | –                                  |
| Yahel Castillo/Julián Sánchez | Tremplin à 3 mètres synchronisé  | NC                                                  | NC            | NC                                                  | NC          | 415.14 (54.60, 50.40, 86.70, 79.80, 65.10 et 78.54) | 7e                                 |
| Iván García                   | Haut-vol à 10 mètres             | 491.70 (81.40, 85.80, 77.90, 81.00, 85.80 et 79.80) | 6e            | 497.40 (88.80, 87.45, 86.10, 81.00, 74.25 et 79.80) | 10e         | 521.65 (83.25, 82.50, 98.40, 81.00, 89.10 et 87.40) | 7e                                 |
| Germán Sánchez                | Haut-vol à 10 mètres             | 495.85 (89.10, 81.70, 75.90, 98.40, 84.15 et 66.60) | 5e            | 477.30 (85.80, 91.20, 36.30, 86.10, 89.10 et 88.80) | 14e         | –                                                   | –                                  |
| Iván García/Germán Sánchez    | Haut-vol à 10 mètres synchronisé | NC                                                  | NC            | NC                                                  | NC          | 468.90 (51.60, 50.40, 87.69, 95.94, 92.07 et 91.20) | Médaille d'argent, Jeux olympiques |

| Athlète                         | Compétition                      | Éliminatoires                                | Éliminatoires | Demi-finale                                  | Demi-finale | Finale                                        | Finale                              |
| Athlète                         | Compétition                      | Points                                       | Rang          | Points                                       | Rang        | Points                                        | Rang                                |
| ------------------------------- | -------------------------------- | -------------------------------------------- | ------------- | -------------------------------------------- | ----------- | --------------------------------------------- | ----------------------------------- |
| Arantxa Chávez                  | Tremplin à 3 mètres              | 225.45 (22.50, 58.50, 37.50, 60.45 et 46.50) | 29e           | -                                            | -           | -                                             | -                                   |
| Laura Sánchez                   | Tremplin à 3 mètres              | 320.15 (57.00, 69.00, 60.00, 66.65 et 67.50) | 9e            | 336.50 (66.00, 64.50, 72.00, 62.00 et 72.00) | 7e          | 362.40 (70.50, 67.50, 75.00, 74.40 et 75.00)  | Médaille de bronze, Jeux olympiques |
| Paola Espinosa                  | Haut-vol à 10 mètres             | 324.00 (63.00, 39.60, 72.60, 76.80 et 72.00) | 13e           | 317.10 (66.00, 46.20, 56.10, 72.00 et 76.80) | 11e         | 356.20 (70.50, 74.25, 61.05, 80.00 et 70.40)  | 6e                                  |
| Carolina Mendoza                | Haut-vol à 10 mètres             | 286.95 (64.50, 67.65, 39.60, 72.00 et 43.20) | 21e           | –                                            | –           | –                                             | –                                   |
| Paola Espinosa/Alejandra Orozco | Haut-vol à 10 mètres synchronisé | NC                                           | NC            | NC                                           | NC          | 343.32 (51.60, 50.40, 84.48, 75.24, et 81.60) | Médaille d'argent, Jeux olympiques  |

## Taekwondo
Hommes
| Athlète              | Compétition | Huitièmes de finale      | Quarts de finale    | Demi-finales        | Repêchage 1         | Repêchage 2         | Finale              | Finale |
| Athlète              | Compétition | Adversaire Résultat      | Adversaire Résultat | Adversaire Résultat | Adversaire Résultat | Adversaire Résultat | Adversaire Résultat | Rang   |
| -------------------- | ----------- | ------------------------ | ------------------- | ------------------- | ------------------- | ------------------- | ------------------- | ------ |
| Diego Garcia de Leon | -58 kg      | Safwan Khalil (AUS) 4-9  | –                   | –                   | –                   | –                   | –                   | –      |
| Erick Osornio Nunez  | -68 kg      | Martin Stamper (GBR) 2-5 | –                   | –                   | –                   | –                   | –                   | –      |

Femmes
| Athlète             | Compétition | Huitièmes de finale     | Quarts de finale                 | Demi-finales        | Repêchage 1                         | Repêchage 2                   | Finale              | Finale |
| Athlète             | Compétition | Adversaire Résultat     | Adversaire Résultat              | Adversaire Résultat | Adversaire Résultat                 | Adversaire Résultat           | Adversaire Résultat | Rang   |
| ------------------- | ----------- | ----------------------- | -------------------------------- | ------------------- | ----------------------------------- | ----------------------------- | ------------------- | ------ |
| Jannet Alegría Pena | -49 kg      | Hatahet Raya (JOR) 12-1 | Brigitte Yagüe Enrique (ESP) 0-8 | –                   | Salceda Carolena Carstens (PAN) 7-2 | Lucija Zaninović (CRO) 5-6    | –                   | –      |
| María Espinoza      | +67 kg      | Sorn Davin (CAM) 3-2    | Milica Mandić (SRB) 4-6          | –                   | Talitiga Crawley (SAM) 13-0         | Glenhis Hernandez (CUB) · 4-2 | -                   | -      |

## Tennis de table
Femmes
| Athlète      | Compétition | Tour préliminaire | 1er tour                                                  | 2e tour          | 3e tour          | 4e tour          | Quarts de finale | Demi-finales     | Finale           | Finale |
| Athlète      | Compétition | Adversaire Score  | Adversaire Score                                          | Adversaire Score | Adversaire Score | Adversaire Score | Adversaire Score | Adversaire Score | Adversaire Score | Rang   |
| ------------ | ----------- | ----------------- | --------------------------------------------------------- | ---------------- | ---------------- | ---------------- | ---------------- | ---------------- | ---------------- | ------ |
| Yadira Silva | Simple      | exempte           | Battue par Ariel Hsing (USA) 0-4 (9-11, 8-11, 3-11, 5-11) | -                | -                | -                | -                | -                | -                | -      |

## Tir
Le Mexique possède des places pour les épreuves de tir suivantes :
Hommes
| Athlète          | Compétition | Qualification | Qualification | Finale | Finale |
| Athlète          | Compétition | Points        | Rang          | Points | Rang   |
| ---------------- | ----------- | ------------- | ------------- | ------ | ------ |
| Javier Rodríguez | Skeet       | 114           | 24e           | NC     | NC     |

Femmes
| Athlète                  | Compétition                  | Qualification | Qualification | Finale | Finale |
| Athlète                  | Compétition                  | Points        | Rang          | Points | Rang   |
| ------------------------ | ---------------------------- | ------------- | ------------- | ------ | ------ |
| Alexis Gabriela Martinez | Carabine 50 m 3 positions    | 572           | 39e           | NC     | NC     |
| Rosa del Carmen Peña     | Carabine à 10 m air comprimé | 392           | 35e           | NC     | NC     |
| Alejandra Zavala         | Pistolet à 10 m air comprimé | 380           | 19e           | NC     | NC     |

## Tir à l'arc
Hommes
| Athlète                                      | Compétition        | Tour préliminaire | Tour préliminaire | 1er tour                                                   | 2e tour                                                       | 3e tour          | Quarts de finale | Demi-finales     | Finale                             | Finale |
| Athlète                                      | Compétition        | Score             | Rang              | Adversaire Score                                           | Adversaire Score                                              | Adversaire Score | Adversaire Score | Adversaire Score | Adversaire Score                   | Rang   |
| -------------------------------------------- | ------------------ | ----------------- | ----------------- | ---------------------------------------------------------- | ------------------------------------------------------------- | ---------------- | ---------------- | ---------------- | ---------------------------------- | ------ |
| Luis Álvarez                                 | Individuel hommes  | 665               | 30                | Yavor Hristov (BUL) (35) 6-0 (28-23, 27-26, 29-28)         | Oh Jin-hyek (KOR) (3) 4-6 (28-28, 27-29, 30-26, 27-28, 28-28) | -                | -                | -                | -                                  | -      |
| Juan René Serrano                            | Individuel hommes  | 665               | 29                | Marco Galiazzo (ITA) (31) 6-2 (25-24, 27-25, 24-30, 26-25) | Larry Godfrey (GBR) (10) 1-7 (25-26, 29-29, 26-27, 28-29)     | -                | -                | -                | -                                  | -      |
| Eduardo Vélez                                | Individuel hommes  | 665               | 26                | Milad Vaziri (IRI) (39) 7-1 (25-25, 28-26, 29-28, 29-26)   | Dai Xiaoxiang (CHN) (41) 0-6 (26-27, 25-27, 25-28)            | -                | -                | -                | -                                  | -      |
| Luis Álvarez Juan René Serrano Eduardo Vélez | Par équipes hommes | 1995              | 7                 | NC                                                         | NC                                                            | Malaisie 216-211 | France 220-212   | Italie 215-217   | Petite finale Corée du Sud 219-224 | 4e     |

Femmes
| Athlète                                      | Compétition        | Tour préliminaire | Tour préliminaire | 1er tour                                                        | 2e tour                                                            | 3e tour                                                        | Quarts de finale                                                | Demi-finales                                               | Finale                                                                 | Finale                              |
| Athlète                                      | Compétition        | Score             | Rang              | Adversaire Score                                                | Adversaire Score                                                   | Adversaire Score                                               | Adversaire Score                                                | Adversaire Score                                           | Adversaire Score                                                       | Rang                                |
| -------------------------------------------- | ------------------ | ----------------- | ----------------- | --------------------------------------------------------------- | ------------------------------------------------------------------ | -------------------------------------------------------------- | --------------------------------------------------------------- | ---------------------------------------------------------- | ---------------------------------------------------------------------- | ----------------------------------- |
| Mariana Avitia                               | Individuel femmes  | 659               | 10                | Zahra Dehghan (IRI) (55) 6-2 (28-28, 26-20, 27-27, 27-24)       | Naomi Folkard (GBR) (42) 6-2 (28-28, 29-27, 27-26, 26-26)          | Carina Christiansen (DEN) (7) 6-2 (25-16, 26-28, 29-24, 29-23) | Lee Sung-jin (KOR) (2) 6-2 (26-29, 27-25, 30-29, 29-28)         | Aída Román (MEX) (11) 2-6 (21-25, 27-27, 25-25, 24-27)     | Petite finale Khatuna Lorig (USA) (4) 6-2 (30-27, 24-22, 24-25, 26-24) | Médaille de bronze, Jeux olympiques |
| Aída Román                                   | Individuel femmes  | 658               | 11                | Anastassiya Bannova (KAZ) (54) 6-2 (27-23, 25-24, 23-26, 27-25) | Bombayla Devi Laishram (IND) (22) 6-2 (30-24, 24-25, 26-24, 27-20) | Miki Kanie (JPN) (6) 7-3 (28-28, 24-27, 25-23, 27-25, 27-26)   | Pia Carmen Lionetti (ITA) (19) 6-2 (27-28, 26-24, 30-27, 26-23) | Mariana Avitia (MEX) (10) 6-2 (25-21, 27-27, 25-25, 27-24) | Ki Bo-Bae (KOR) (1) 5-6 (25-27, 26-26, 29-26, 22-30, 27-26, 1-0)       | Médaille d'argent, Jeux olympiques  |
| Alejandra Valencia                           | Individuel femmes  | 657               | 13                | Reena Pärnat (EST) (52) 7-1 (26-21, 26-26, 26-25, 25-18)        | Cheng Ming (CHN) (20) 1-7 (25-27, 25-27, 27-27, 24-25)             | -                                                              | -                                                               | -                                                          | -                                                                      | -                                   |
| Mariana Avitia Aída Román Alejandra Valencia | Par équipes femmes | 1974              | 4                 | NC                                                              | NC                                                                 | exempt                                                         | Japon 209-219                                                   | -                                                          | -                                                                      | -                                   |

## Triathlon
| Athlètes          | Compétition | Natation (1,5 km) | Transition 1 | Vélo (40 km)    | Transition 2 | Course (10 km) | Temps           | Résultat |
| ----------------- | ----------- | ----------------- | ------------ | --------------- | ------------ | -------------- | --------------- | -------- |
| Hommes            |             |                   |              |                 |              |                |                 |          |
| Crisanto Grajales | Hommes      | 18 min 10 s       | 38 s         | 59 min 36 s     | 33 s         | 31 min 11 s    | 1 h 50 min 08 s | 28e      |
| Femmes            |             |                   |              |                 |              |                |                 |          |
| Claudia Rivas     | Femmes      | 18 min 29 s       | 43 s         | 1 h 06 min 26 s | 33 s         | 36 min 27 s    | 2 h 02 min 38 s | 21e      |

## Voile
| Athlète(s)         | Compétition | Régate 1 | Régate 2 | Régate 3 | Régate 4 | Régate 5 | Régate 6 | Régate 7 | Régate 8 | Régate 9 | Régate 10 | Total net | Total net | Medal Race | Total | Rang |
| Athlète(s)         | Compétition | Score    | Score    | Score    | Score    | Score    | Score    | Score    | Score    | Score    | Score     | Score     | Rang      | Score      | Total | Rang |
| ------------------ | ----------- | -------- | -------- | -------- | -------- | -------- | -------- | -------- | -------- | -------- | --------- | --------- | --------- | ---------- | ----- | ---- |
| David Mier y Teran | RS:X        | 32       | 27       | 30       | 35       | 28       | 27       | 28       | 32       | 30       | 20        | 254       | 32e       | -          | -     | -    |
| Ricardo Montemayor | Laser       | 39       | 41       | 44       | 46       | 45       | 29       | 29       | 40       | 11       | 42        | 320       | 38e       | -          | -     | -    |

| Athlète(s)         | Compétition  | Régate 1 | Régate 2 | Régate 3 | Régate 4 | Régate 5 | Régate 6 | Régate 7 | Régate 8 | Régate 9 | Régate 10 | Total net | Total net | Medal Race | Total | Rang |
| Athlète(s)         | Compétition  | Score    | Score    | Score    | Score    | Score    | Score    | Score    | Score    | Score    | Score     | Score     | Rang      | Score      | Total | Rang |
| ------------------ | ------------ | -------- | -------- | -------- | -------- | -------- | -------- | -------- | -------- | -------- | --------- | --------- | --------- | ---------- | ----- | ---- |
| Tania Elias Calles | Laser Radial | 12       | 9        | 6        | 19       | 13       | 33       | 13       | 5        | 13       | 10        | 100       | 10e       | 16         | 116   | 10e  |